# Эпплинг, Кит
Кит Эпплинг (англ. Keith Appling; родился 13 февраля 1992 года в Детройте, штат Мичиган) — американский профессиональный баскетболист. Выступает на позиции разыгрывающего защитника.

## Профессиональная карьера
После того, как Эпплинг не был выбран на драфте НБА 2014 года, он присоединился к «Портленд Трэйл Блэйзерс» для участия в Летней лиге. 23 сентября 2014 года он подписал контракт с «Лос-Анджелес Лейкерс», но был выведен из состава 20 октября. 1 ноября он присоединился к фарм-клубу «Лейкерс» в Д-Лиге «Лос-Анджелес Ди-Фендерс». 7 марта был обменян в «Эри Бэйхокс».
В июле 2015 года Эпплинг присоединился к «Орландо Мэджик» для участие в Летней лиге 2015 года. 24 сентября он подписал контракт с «Мэджик», но снова был отчислен из состава до начала сезона, проведя 5 предсезонных игр. 31 октября он вновь присоединился к «Эри Бэйхокс». 18 января 2016 года он согласился на десятидневный контракт с «Орландо Мэджик». Дебютировал в НБА он тем же вечером в игре против «Атланта Хокс», записав в свой актив два очка и один перехват за 8 минут игрового времени. 29 января он подписал 2-й десятидневный контракт с «Мэджик». В тот же день он был выбран участником от Восточной Конференции на Матч всех звёзд Д-Лиги. 8 февраля его контракт с «Мэджик» истёк и он вернулся в «Эри Бэйхокс».

## Статистика

### Статистика в НБА
| Сезон                                                                                    | Команда | Регулярный сезон | Регулярный сезон | Регулярный сезон | Регулярный сезон | Регулярный сезон | Регулярный сезон | Регулярный сезон | Регулярный сезон | Регулярный сезон | Регулярный сезон | Регулярный сезон | Серия плей-офф | Серия плей-офф | Серия плей-офф | Серия плей-офф | Серия плей-офф | Серия плей-офф | Серия плей-офф | Серия плей-офф | Серия плей-офф | Серия плей-офф | Серия плей-офф |
| Сезон                                                                                    | Команда | GP               | GS               | MPG              | FG%              | 3P%              | FT%              | RPG              | APG              | SPG              | BPG              | PPG              | GP             | GS             | MPG            | FG%            | 3P%            | FT%            | RPG            | APG            | SPG            | BPG            | PPG            |
| ---------------------------------------------------------------------------------------- | ------- | ---------------- | ---------------- | ---------------- | ---------------- | ---------------- | ---------------- | ---------------- | ---------------- | ---------------- | ---------------- | ---------------- | -------------- | -------------- | -------------- | -------------- | -------------- | -------------- | -------------- | -------------- | -------------- | -------------- | -------------- |
| 2015/16                                                                                  | Орландо | 5                | 0                | 5,4              | 25,0             | 0,0              | 100,0            | 0,2              | 0,2              | 0,2              | 0,0              | 1,2              | Не участвовал  | Не участвовал  | Не участвовал  | Не участвовал  | Не участвовал  | Не участвовал  | Не участвовал  | Не участвовал  | Не участвовал  | Не участвовал  | Не участвовал  |
|                                                                                          | Всего   | 5                | 0                | 5,4              | 25,0             | 0,0              | 100,0            | 0,2              | 0,2              | 0,2              | 0,0              | 1,2              | Не участвовал  | Не участвовал  | Не участвовал  | Не участвовал  | Не участвовал  | Не участвовал  | Не участвовал  | Не участвовал  | Не участвовал  | Не участвовал  | Не участвовал  |
| Наведите курсор мыши на аббревиатуры в заголовке таблицы, чтобы прочесть их расшифровку. |         |                  |                  |                  |                  |                  |                  |                  |                  |                  |                  |                  |                |                |                |                |                |                |                |                |                |                |                |

### Статистика в Д-Лиге
| Сезон                                                                                    | Команда                 | Регулярный сезон | Регулярный сезон | Регулярный сезон | Регулярный сезон | Регулярный сезон | Регулярный сезон | Регулярный сезон | Регулярный сезон | Регулярный сезон | Регулярный сезон | Регулярный сезон | Серия плей-офф | Серия плей-офф | Серия плей-офф | Серия плей-офф | Серия плей-офф | Серия плей-офф | Серия плей-офф | Серия плей-офф | Серия плей-офф | Серия плей-офф | Серия плей-офф |
| Сезон                                                                                    | Команда                 | GP               | GS               | MPG              | FG%              | 3P%              | FT%              | RPG              | APG              | SPG              | BPG              | PPG              | GP             | GS             | MPG            | FG%            | 3P%            | FT%            | RPG            | APG            | SPG            | BPG            | PPG            |
| ---------------------------------------------------------------------------------------- | ----------------------- | ---------------- | ---------------- | ---------------- | ---------------- | ---------------- | ---------------- | ---------------- | ---------------- | ---------------- | ---------------- | ---------------- | -------------- | -------------- | -------------- | -------------- | -------------- | -------------- | -------------- | -------------- | -------------- | -------------- | -------------- |
| 2014/15                                                                                  | Лос-Анджелес Ди-Фендерс | 28               | 16               | 21,8             | 35,3             | 19,6             | 69,9             | 2,7              | 3,6              | 0,9              | 0,1              | 8,0              | Не участвовал  | Не участвовал  | Не участвовал  | Не участвовал  | Не участвовал  | Не участвовал  | Не участвовал  | Не участвовал  | Не участвовал  | Не участвовал  | Не участвовал  |
| 2014/15                                                                                  | Эри Бэйхокс             | 10               | 5                | 31,7             | 50,9             | 0,0              | 82,7             | 3,9              | 4,7              | 1,1              | 0,1              | 17,5             | Не участвовал  | Не участвовал  | Не участвовал  | Не участвовал  | Не участвовал  | Не участвовал  | Не участвовал  | Не участвовал  | Не участвовал  | Не участвовал  | Не участвовал  |
| 2015/16                                                                                  | Эри Бэйхокс             | 17               | 16               | 31,3             | 49,5             | 37,0             | 82,7             | 4,1              | 5,6              | 2,1              | 0,2              | 16,8             | Не участвовал  | Не участвовал  | Не участвовал  | Не участвовал  | Не участвовал  | Не участвовал  | Не участвовал  | Не участвовал  | Не участвовал  | Не участвовал  | Не участвовал  |
|                                                                                          | Всего                   | 55               | 37               | 26,5             | 43,8             | 25,0             | 78,7             | 3,3              | 4,4              | 1,3              | 0,1              | 12,5             | Не участвовал  | Не участвовал  | Не участвовал  | Не участвовал  | Не участвовал  | Не участвовал  | Не участвовал  | Не участвовал  | Не участвовал  | Не участвовал  | Не участвовал  |
| Наведите курсор мыши на аббревиатуры в заголовке таблицы, чтобы прочесть их расшифровку. |                         |                  |                  |                  |                  |                  |                  |                  |                  |                  |                  |                  |                |                |                |                |                |                |                |                |                |                |                |

### Статистика в колледже
| Сезон                                                                                   | Команда       | GP  | GS  | MPG  | FG%  | 3P%  | FT%  | RPG | APG | SPG | BPG | PPG  |  |
| --------------------------------------------------------------------------------------- | ------------- | --- | --- | ---- | ---- | ---- | ---- | --- | --- | --- | --- | ---- |  |
| 2010/11                                                                                 | Мичиган Стэйт | 34  | 18  | 22,9 | 43,6 | 41,1 | 89,5 | 2,8 | 1,3 | 0,6 | 0,5 | 6,4  |  |
| 2011/12                                                                                 | Мичиган Стэйт | 37  | 37  | 30,7 | 42,7 | 25,0 | 78,8 | 2,9 | 3,9 | 1,2 | 0,4 | 11,4 |  |
| 2012/13                                                                                 | Мичиган Стэйт | 36  | 36  | 33,6 | 41,5 | 32,0 | 74,9 | 3,4 | 3,3 | 1,3 | 0,6 | 13,4 |  |
| 2013/14                                                                                 | Мичиган Стэйт | 35  | 32  | 31,5 | 45,2 | 36,2 | 66,0 | 3,0 | 4,5 | 1,2 | 0,4 | 11,2 |  |
|                                                                                         | Всего         | 142 | 123 | 29,8 | 43,1 | 33,4 | 74,8 | 3,0 | 3,3 | 1,1 | 0,5 | 10,6 |  |
| Наведите курсор мыши на аббревиатуры в заголовке таблицы, чтобы прочесть их расшифровку |               |     |     |      |      |      |      |     |     |     |     |      |  |